# Иля-Няаннамъярви
Иля-Няаннамъярви (фин. Ylä-Njaannamjärvi) — озеро на западе Мурманской области в южной части Печенгского района. Площадь — 8,91 км². Высота над уровнем моря — 168,3 м.
Из озера вытекает река Няаннамйоки (бассейн Туломы). К югу от озера находилась деревня народности сколты с названием Сонгельск, которая теперь необитаема.
В 1920—1940 и 1941—1944 озеро находилось на территории региона Петсамо, принадлежавшего Финляндии.